# 동부푸나쥐
동부푸나쥐(Punomys kofordi)는 비단털쥐과에 속하는 설치류이다. 페루 남부의 토착종으로 오리엔탈 산맥 구역에 있는 칼라와야 산맥 지역의 해발 4500~4800m 푸나 초원의 습윤 지역에서 발견된다.